# Kartoffelstampfer

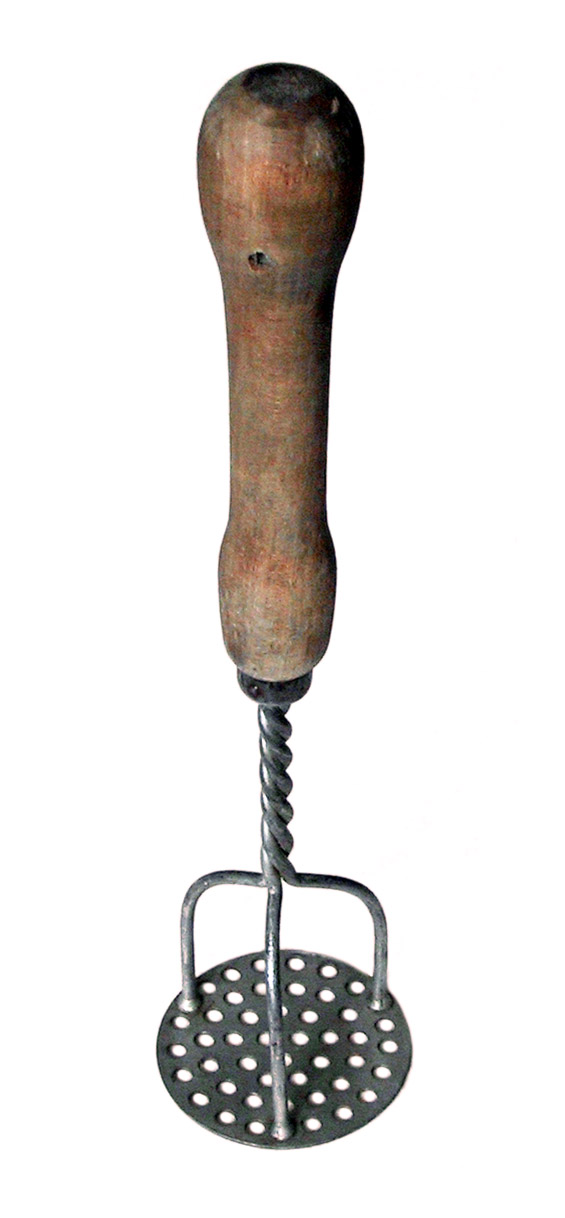
Kartoffelstampfer

Kartoffelstampfer sind einfache Küchengeräte zum Zerquetschen von weich gekochten Kartoffeln, anderem Gemüse oder Obst. Sie bestehen aus einem senkrechten Stiel mit oberem Handgriff und einer unteren, waagerechten Platte aus gelochtem Blech oder einem stabilen Drahtgitter. Es gibt auch eine ganz aus Holz bestehende Variante aus einem Zylinder mit einem in einer Bohrung befestigten Stiel.

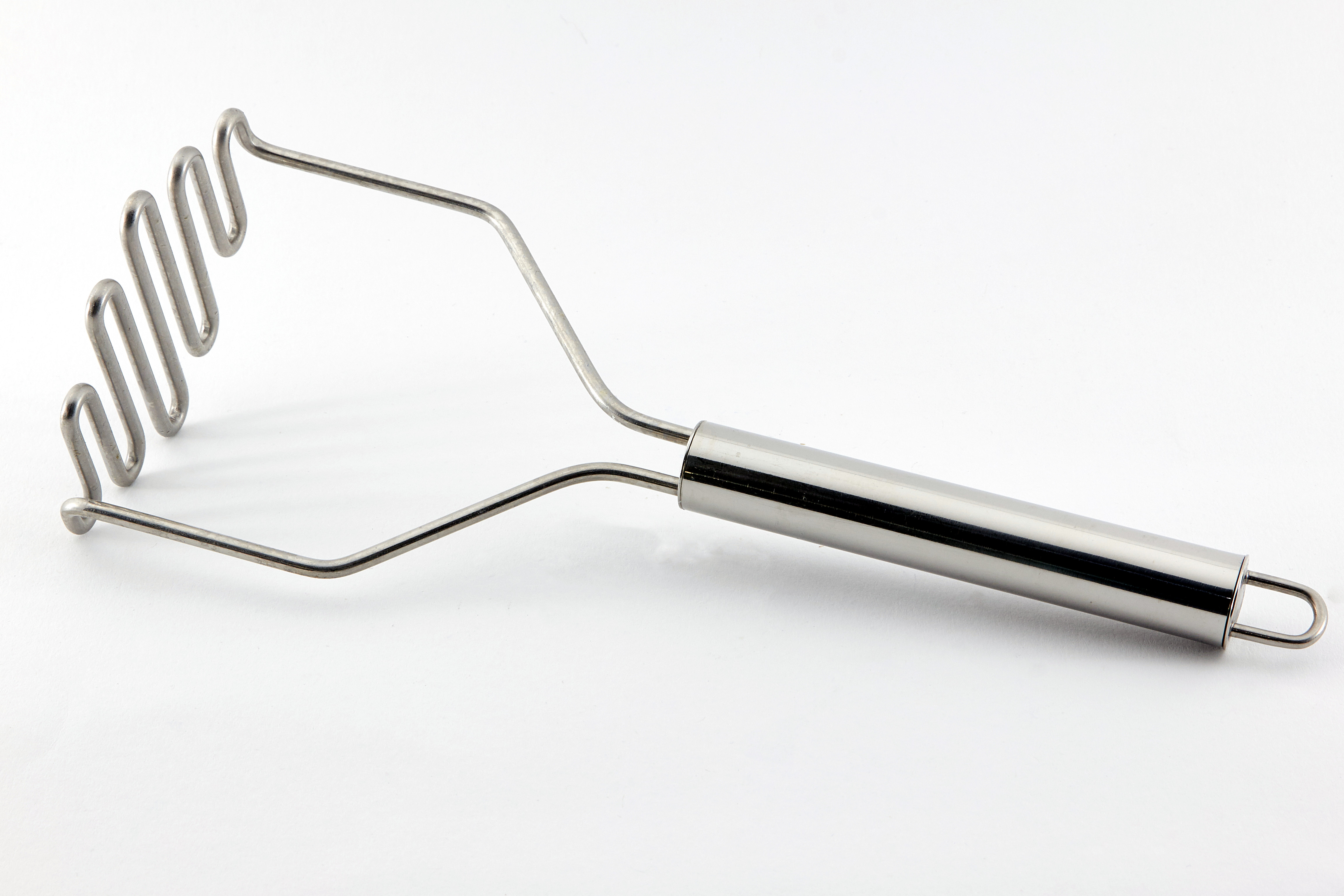
Moderner Kartoffelstampfer aus Metall

Kartoffelstampfer dienen zur Herstellung von Kartoffelpüree, Babynahrung, Apfelmus und Ähnlichem. In neuerer Zeit sind sie häufig durch Küchenmixer verdrängt, die allerdings durch ihre hohe Geschwindigkeit weniger schonend mit den Zutaten umgehen. Alternativen zum Kartoffelstampfer sind Kartoffelpresse und Flotte Lotte.

## Trivia
Die ähnlich geformten Stielhandgranaten hatten deshalb bei der deutschen Wehrmacht den Spitznamen „Kartoffelstampfer“.